# Banjaard groep
De Banjaard groep (sic) is een groep gesteentelagen in de diepere ondergrond van Nederland, afkomstig uit en behorende tot het Boven-Devoon en Onder-Carboon. Omdat er in Nederland niet veel boringen zijn verricht waarin lagen van deze diepte en ouderdom zijn aangeboord is er nog weinig over deze gesteentelagen bekend; te weinig voor TNO-NITG om de groep een formele status in de lithostratigrafische indeling te geven.
In de Banjaard groep zijn twee formaties bekend: de Formatie van Bosscheveld en de Bollen Kleisteen formatie (sic). De Formatie van Bosscheveld is de jongste van de twee: ze behoort tot de etages Famennien (de bovenste etage in het Devoon) en Tournaisien (de onderste in het Carboon). Ze is ook aanwezig in de ondergrond van het noorden van België. Deze formatie bestaat uit kalkige kleisteen afgewisseld met lagen siltsteen en zandsteen. De Bollen Kleisteen formatie bestaat uit een monotoon pakket kleisteen waarin siltige en zandige lagen ontbreken.
Onder de Noordzee gaat de Banjaard groep over in de in dezelfde tijd gevormde, vooral uit rode zandsteen bestaande Old Red Groep, die ook in de stratigrafie van Engeland voorkomt. 
De Banjaard groep is ten minste 306 meter dik. De ondergrens is onbekend.